# Ferdinand Langer (Komponist)
Ferdinand Langer (* 21. Januar 1839 in Leimen; † 25. August 1905 in Kirneck (Schwarzwald) (heute zu Villingen-Schwenningen)) war ein deutscher Cellist, Dirigent und Komponist der Romantik.

## Leben und Werk
Ferdinand Langer wirkte als Cellist und seit 1871 als zweiter Kapellmeister am Hoftheater in Mannheim.
Ferdinand Langer errang mit seinen Opern Die gefährliche Nachbarschaft (1868), Dornröschen (1873), Aschenbrödel (1878), Murillo (1887), Der Pfeifer von Haardt (vieraktige Volksoper, Stuttgart 1894) lokal begrenzte Erfolge. Er bearbeitete 1885 Carl Maria von Webers Silvana. Darüber hinaus schrieb Langer Flötenkonzerte, Chöre und Lieder.